# Трубачи (песня)
«Трубачи́» (фр. Trompettistes) или «Пе́сенка про трубаче́й» (посто́й в деревне) — «бесконечные куплеты» Михаила Савоярова, сочинённые в 1911—1916 годах. В 1914—1917 годах куплеты имели большой успех в исполнении автора и неоднократно публиковались с подзаголовком «комическая песенка-сценка» в виде нот или стихотворного текста.
В течение XX века «Песенка про трубачей» претерпела как минимум три редакции и имела три взлёта популярности. Сначала — в 1910-е годы, в авторском исполнении. Затем — в 1960-е годы, когда Александр Галич, очень любивший эту песенку, исполнял её на своих концертах в собственной авторской редакции с сокращённым количеством куплетов.:76-77 И наконец, в 1980-е годы, после выхода на экраны трагикомедийного телевизионного фильма Эльдара Рязанова «О бедном гусаре замолвите слово». В последней редакции число куплетов было сокращено ещё раз, а новую музыку для песенки написал композитор Андрей Петров. В фильме музыкальный номер прозвучал дважды: как заглавный и завершающий, в исполнении артиста Андрея Миронова.
Во всех редакциях, кроме первой, «Трубачи» исполнялись анонимно, без указания авторства Михаила Савоярова. Александр Галич никак не объявлял песню на своих концертах, а в титрах и последующих публикациях музыки к фильму «О бедном гусаре замолвите слово» было указано: «слова народные».

## 1910-е годы
Точная дата сочинения «Трубачей» неизвестна, регулярные концертные исполнения этого номера Михаилом Савояровым можно определить периодом 1909—1918 годов, когда Савояров был на высшей точке своей популярности. Позднее, в 1920-х годах (во времена НЭПа) автор исполнял эти куплеты значительно реже и, как правило, по требованию помнившей их публики. Издание с текстом и нотами «Трубачей» впервые было опубликовано столичным издательством «Эвтерпа» уже на волне концертной известности, в 1911 году. Более поздние датировки сочинения «Песенки про трубачей» (например, 1915 или 1916 годом) связаны с несколькими переизданиями нотных тиражей, что было обычной практикой того времени, а также кажущейся «военной» тематикой текста, невольно связывающей события, описываемые в «деревенской песенке-сценке» — с антуражем Первой мировой.
Между тем, о войне в тексте «Трубачей» не говорится ни слова, сюжет песенки сугубо мирный и «тыловой», что и позволило позднее использовать куплеты в сценарии фильма «О бедном гусаре замолвите слово», где также события развиваются в тылу и в мирное время. Тема и содержание текста куплетов полностью определён двумя подзаголовками, поставленными в первом издании: «постой <гусаров> в деревне» и «комическая песенка-сценка». Автор, имевший прозвище «короля эксцентрики», создавал стихотворный и музыкальный текст песенки в качестве естественного аккомпанемента или фона для своих мимических и театрально-танцевальных реприз, в основном, локализованных в звукоподражательных припевах без слов. Короткий запев в четыре строки изображал некую мизансцену, а следовавшая за ним вместо припева «игра трубачей» каждый раз комментировала новые происходящие события. Говорить о каком-то фиксированном числе и составе текста во времена авторского исполнения затруднительно. Основой творчества Михаила Савоярова всегда была живая импровизация, непосредственный отклик на любые вторгающиеся или происходящие события: в зале, в стране или в мире. Именно эту крайнюю живость и непосредственность его искусства отмечали большинство свидетелей и высоко ценил Александр Блок, считая Савоярова «самым талантливым артистом в Петербурге». Можно сказать, что живой контекст в его куплетах зачастую превалировал над текстом, составляя главное впечатление и основное воздействие от искусства. Как и большинство савояровских куплетов, «Трубачи» имели множество вариантов и постоянно переделывались, дополняясь и видоизменяясь едва ли не для каждого концерта. Равным образом, текст менялся с годами, по ходу изменения «оперативной обстановки» в него вносились существенные дополнения, имевшие как злободневный, так и чисто образный характер. Таким образом, между произвольно взятыми вариантами 1910 и 1917 года могла быть очень большая разница, их объединяла только музыкальная основа и несколько куплетов (в частности, начальные два), остававшихся почти неизменными. Однако даже и в своём сокращённом «легальном» виде, многократно опубликованном в нотном издательстве «Эвтерпа», савояровские куплеты в середине 1910-х годов приобрели очень большую популярность во всех кругах, включая придворные и аристократические.
Изъ села бегут мальчишки,

Девки, бабы, ребятишки —

Словно стая саранчи —

И чуть слышны трубачи.

Ра́м! — та-да-да́, та,
Ра́м! — та-да-да́, та,
Ра́м! — та-да-да́, та,
Ра́м! — там-та́м...
(второй куплет)
Вместе с тем, содержание стихов, на первый взгляд, шуточных и пустяковых, далеко не так просто. Если попытаться представить себе картинку, нарисованную автором, называвшим себя «единственным наследником фумистов в России» в ней поражает масса странностей, почти сюрреалистических. С одной стороны, хотя речь идёт не о военном времени, странная деревня, нарисованная в сценке, отчего-то состоит сплошь из детей и женщин разного возраста. Ни одного мужчины в этой деревне нет. С другой стороны, во всём гусарском полку отчего-то именно трубачи, музыканты оказываются главными и единственными действующими героями куплетов. Прочие солдаты и командиры выполняют чисто номинальную функцию, автор и местное население не обращают на них никакого внимания. По существу описываемых событий сценка представляет собой фривольный, временами, даже срамной рассказ о массовом зачатии, однако, участие в оставлении потомства и создании будущих поколений «трубачей» удостаиваются принимать только полковые музыканты. Подобными и более причудливыми странностями наполнен буквально весь сюжет песенки, на первый взгляд, пустяковой, в которой Михаил Савояров развивает поэтические традиции своего учителя, Петра Шумахера.
В последующий за 1917 годом век советской истории песни «Трубачи» своё точное отражение нашла не только творческая биография её автора, но и почти вся судьба дореволюционной российской эстрады. Сделавшись, волей случая, самым известным и цитируемым из савояровских произведений, «Трубачи» одновременно стали и самыми искажаемыми, и самыми умалчиваемыми из куплетов «короля эксцентрики». Ни разу за всю послевоенную историю фамилия Савояров не значилась на титуле или в титрах произведений с его участием, ни как автора музыки, ни как автора слов. В лучшем случае на полях можно было найти стандартную отметку «слова народные», странным образом отражающую одну из особенностей савояровской стилистики и тех «рваных» жанров, в которых этот «беззаконный шансонье» (по выражению Дмитрия Быкова):17-18 работал на дореволюционной эстраде.

Да, Савояров — это голос улицы. Очень многие его стихи хорошо известны. Самые известные — это песня «Трубачи» («Все красавцы, усачи, в трубы дуют трубачи…») К сожалению, она часто ассоциируется с другими именами или издаётся анонимно. Но было у него много других замечательных произведений, и политических в том числе.:17— Дмитрий Быков, «Один», 10 января 2020 г.
Особое, ключевое значение «Песенки про трубачей» для современного состояния савояровского творчества отмечает и Псой Короленко. Через неё возможно установить и восстановить особое значение Михаила Савоярова как центральной (и, возможно, именно по этой причине безвестной, как бы вытесненной в зону трансгрессии, в культурное подсознание) фигуры русского «скоморошества» времён «Серебряного века». В своём времени и месте он оказывается едва ли не главным представителем средневековых шутов, гаеров, миннезингеров, бродячих уличных савояров и «труба-дуров» (как мог бы написать это слово Юрий Ханон), которые воскресают в его самой известной песенке под видом сакраментальных гусарских «трубачей».:353 — Как постепенно проявляется при углублённом текстовом анализе незатейливой «шуточной» песенки, она имеет чёткий автобиографический и даже более того, исторический и эсхатологический подтекст и контекст. Фривольная савояровская песенка-картинка выглядит эксцентричной аналогией с современной ей скрябинской «Поэмой Экстаза», обнаруживая метафизический план безыскусной гаерской песенки. Куплетные «трубачи» предстают как оплодотворители земли и мира, армия бродячих шутов, от которых «незаконно» (в качестве вселенских бастардов) рождается новая традиция.

Символично совпадает с этим амплуа и фамилия артиста. Бродячих уличных музыкантов во Франции, многие из которых были родом из Савойи, со времён средневековья называли «савоярами» (они часто путешествовали с шарманкой и учёным сурком, как в широко известной песне Л.-В. Бетховена на стихи И. В. Гёте). <…> Генеалогический экскурс подводит к тому, что в русифицированной фамилии Савояровых, носителем которой является лишь один род, неразрывно сращены архетипы короля и шута. Если савояры — бродячие шуты, трубадуры и миннезингеры, то Савояровы — это короли-шуты, короли «мимо трона», они же пресловутые «трубачи» и единственные в своём роде русские наследники савойских принцев.:354— Псой Короленко, «Из бранного в Избранное»
Конечно же, эксцентричная живость и предельная непосредственность авторского исполнения не могла быть фиксирована на бумаге. В полную противоположность концертной практике автора, ноты издательства «Эвтерпа» представляли собой некий коммерческий вариант, раз и навсегда фиксированный, обрезанный до «всего одиннадцати» (или двенадцати) куплетов и, вдобавок, прошедший через строгое сито цензуры. Причём, начиная с 1914 года — цензуры двойной: гражданской и военной. Как пишет Юрий Ханон, внук автора в своём эссе: «многократно вычищенный и стерилизованный цензурой (особенно, военной) и автором, этот вариант даёт весьма отдалённое представление о том, что́ представляли собой савояровские „Трубачи“ на самом деле, и ка́к выглядела „комическая песенка-картинка“ в исполнении автора. Оболваненный со всех сторон, фиксированный и сохранившийся далеко не в лучшем своём виде, только печатный вариант куплетов стал достоянием архивной (и живой, как выяснилось немного позже) культуры».
Отдельного упоминания заслуживает тот факт, что в авторском оригинале «Трубачи», имели жанровое определение «бесконечных куплетов». Подобно другим популярным сатирическим песенкам, наподобие «Благодарю покорно!», «Наша культура», «Возжа попала», «Из-за дам», «Сплетни» и др. они исполнялись ровно столько времени, сколько готова была «терпеть» публика.:29 Как следствие, и число куплетов в них было произвольным (в благоприятных случаях — от шести десятков до сотни), когда автор буквально разыгрывал на глазах публики весь текст и подтекст музыкальной картинки. Примерно такой же вариативностью отличался и стиль текста. В случае совершенно свободного исполнения и соответствующей публики куплеты приобретали срамной (обсценный) характер и содержали в себе массу эротических подробностей, сопровождаясь соответствующими мимическими и музыкальными импровизациями автора в припевах, иногда очень грубыми и натуралистическими. Разумеется, что ни в одном официальном издании эти авторские варианты не могли быть опубликованы.
— Кроме того непреложного факта, что история не смогла донести до нас живое концертное исполнение автора в той «отвязанной» импровизационной форме, о которой остались только воспоминания, также не осталось ни одной грампластинки «Трубачей» с записью савояровского голоса. Таким образом, основным источником для более поздних версий «Песенки про трубачей» стали только заведомо сокращённые и неполные ноты издательства «Эвтерпа», а также свидетельства очевидцев, слышавших концертное исполнение Михаила Савоярова.
Эти два обстоятельства в целом и определили дальнейшую судьбу двенадцати уцелевших куплетов, поскольку личный архив Михаила Савоярова в течение всего XX века оставался недоступным для изучения и широкого пользования.:94

## 1960-е годы
Можно предполагать, что в течение четверти века сталинского правления, начиная с 1928 года, савояровские «Трубачи» почти не звучали в публичных концертах. И только во время «оттепели» песня начинает постепенно возвращаться. Важным знаком на этом пути стала итоговая трилогия Юрия Германа «Дело, которому ты служишь», «Дорогой мой человек», «Я отвечаю за всё», написанная в 1958—1965 годах. В ней строки из савояровских «Трубачей» (всякий раз без упоминания автора) возникают как символ прежней свободы, прежде всего, внутренней свободы, утерянной в сталинские годы. Причём, в большинстве случаев Юрий Герман говорит об этом прямым текстом, словно бы не надеясь на понимание читателя.

— Ну, а ты как же? — тихо спросил её Володя. — Куда ты?

— А в подполье, — спокойно и быстро ответила она. — Я же член бюро обкома, Володечка. Мы все тут остаёмся, только об этом, сам понимаешь, никому ни полслова. Одному Родиону, ежели встретитесь. Только лично, а не в письме. 

Она встала, обдёрнула косынку. На щеках её горели красные пятна, но, выплакавшись, вся она словно освежилась. Быстрая улыбка мелькнула на её лице, осветила чёрные глаза, промчалась по губам, и едва слышно она спросила:

— Помнишь, Вовка?
За околицей селенья
Небывалое явленье —
Из-за лесу-лесу вдруг
Раздаётся трубный звук…
— Услышим мы ещё трубный звук, Вова, доживём?

Что-то молодецкое, даже разбойничье, что-то прелестно лукавое и бесшабашно весёлое мелькнуло в её тёмных зрачках. Двумя руками она взялась за концы косынки, быстро завязала узел и велела:

— Прости, длинношее, за истерику. Никогда этого со мной больше не будет. Ручаюсь. 

И как отца своего запомнил Володя на всю жизнь тем, давно минувшим рассветом, когда стоял он, лётчик, и смотрел в небо, где пролегала его лётчицкая дорога, так и тётку Аглаю запомнил он именно в это дождливое утро, здесь, в палисадничке, навсегда: туго затянут узел чёрной, глянцевитой от дождя косынки, невесёлое веселье дрожит в глубоких зрачках, и слышен милый голос её:
— Доживём мы ещё до трубного звука, а? Дождёмся? Ах, дожить бы, мальчик мой дорогой, доктор дурацкий!..— Юрий Герман, «Дорогой мой человек» (из главы «Великолепный доктор Цветков»)
Примерно в то же время, в конце 1950-х годов «Трубачи» неожиданно появляются в репертуаре Александра Галича, который очень любил эти куплеты, всякий раз исполняя их с большим подъёмом и нескрываемым удовольствием. Правда, в его версии облик песенки несколько изменился. Количество исходных куплетов уменьшилось почти вдвое (до 6-8), даже по сравнению с опубликованным вариантом «Эвтерпы». Поменялся и инструментальный состав: место аккомпанемента фортепиано и скрипки, на которой играл автор, заняла гитара. Тембр голоса и интонации Галича также были далеки от савояровских. Как следствие, новый автор несколько изменил мелодию запева, оставив неизменной ритмическую формулу, а также поменял «трубные» интонации припева. Вместо савояровских фанфаронских фанфар «ра́м! — та-да-да́, та» у Галича появились слегка джазовые или разбитные «ра́-па-па, па-ра-ба-ра-па́…» Текст в целом остался неизменным, за исключением некоторых деталей произношения, а также случаев, когда Галич забывал текст, переставлял местами отдельные строки или, путая, повторял их из других куплетов.
Слышен голос командира:

Расселить всех по квартирам,

Дело близится к ночи —

В трубы дуют трубачи.

Па-па-ба-ба́, па-ра́-па,
Па-ра-ба-па-па,
Па-ра-ба-ра-па-па́,
Па-ра-ба-ра-па-па-па..
(второй куплет)
Отдельный вопрос составляет тот источник, по которому Галич впервые познакомился с савояровскими куплетами. Присутствие в варианте Галича «запрещённого» и вычеркнутого цензурой куплета, не попавшего ни в одно издание «Эвтерпы», позволяет судить, что он пользовался авторским автографом или фиксацией, сделанной на одном из савояровских концертов. Наиболее вероятным источником представляется один из учеников Савоярова, Александр Менакер, в доме которого Галич не раз исполнял «Трубачей», а на одной из записей даже можно слышать, как хозяин «концертного зала» ему подхохатывает и подпевает, в том числе и фальцетом. Между тем, имя настоящего автора куплетов ни разу не звучало на концертах Галича.:167-168
Новая известность «Трубачей» привела к тому, что в течение ещё полувека во многих источниках за этой песенкой закрепилось авторство Александра Галича. Причём, в большинстве случаев, без уточнения, автором слов или музыки он являлся.
Спустя десять лет новый вариант «Трубачей» на семь лет попал в репертуар Аркадия Северного, от которого сохранилось несколько записей исполнения (1971—1976 годы) в разных аранжировках. На этот раз путь оказался очень простым. Один из вариантов исполнения песенки Галичем, фиксированный Рудольфом Фуксом с магнитофонной плёнки, — целиком, вместе с ошибками и случайностями живого концерта, перекочевал к Аркадию Северному. Таким путём «Трубачи» спустя почти пятьдесят лет молчания вернулись на советскую эстраду, хотя ещё и не официальную.

## 1980-е годы
1 января 1981 года на Центральном телевидении СССР состоялась премьера художественного телевизионного фильма режиссёра Эльдара Рязанова «О бедном гусаре замолвите слово». Сюжет и общий тон трагикомедии как нельзя соответствовал внешнему антуражу песенки про трубачей. Самые первые кадры фильма начинаются в точности так же, как и песенка Савоярова: в селение въезжают «трубачи». Губернский город под говорящим названием Губернск чрезвычайно взбудоражен вступлением гусарского полка. Авторы сценария Григорий Горин и Эльдар Рязанов, видимо, заранее рассчитывали на яркое музыкальное вступление к фильму.
Взяв текст «Трубачей», режиссёр фильма ещё немного сократил его и после косметической редактуры передал для работы композитору Андрею Петрову, который, по его собственным словам, ранее не был знако́м ни с одним прежним вариантом этой песенки. В результате получился выразительный заглавный номер, открывающий и завершающий киноленту. Под песенку о трубачах, исполненную Андреем Мироновым, в начале сюжета гусары въезжают в город, а в конце — покидают его пределы. Музыка Андрея Петрова не имеет заметных пересечений ни с савояровским вариантом, ни с вариантом Александра Галича, однако, текст куплетов остался прежним. Тем не менее, это обстоятельство не помешало музыкальному номеру в течение ещё сорока лет просуществовать с грифом «слова народные».
В 1980-е годы новая «Песенка про трубачей» стала одним из расхожих шлягеров советской эстрады, представляя собой «шуточную» часть различных официальных и артистических концертов. Именно в таком качестве она попала в репертуар многих эстрадных певцов, начиная от Эдуарда Хиля и кончая Михаилом Боярским с Ириной Муравьёвой.
Между тем, последний вариант «Трубачей», превратившись во вполне нормативную эстрадную шутку, оказался самым далёким от эксцентричного первоисточника, прежде всего, по своей развлекательной простоте и одномерности, свойственной обслуживающей профессиональной музыкальной культуре времён «развитого социализма».